# Mesosa vagemarmorata
Mesosa vagemarmorata là một loài bọ cánh cứng trong họ Cerambycidae.